# Port de Sant Feliu de Guíxols

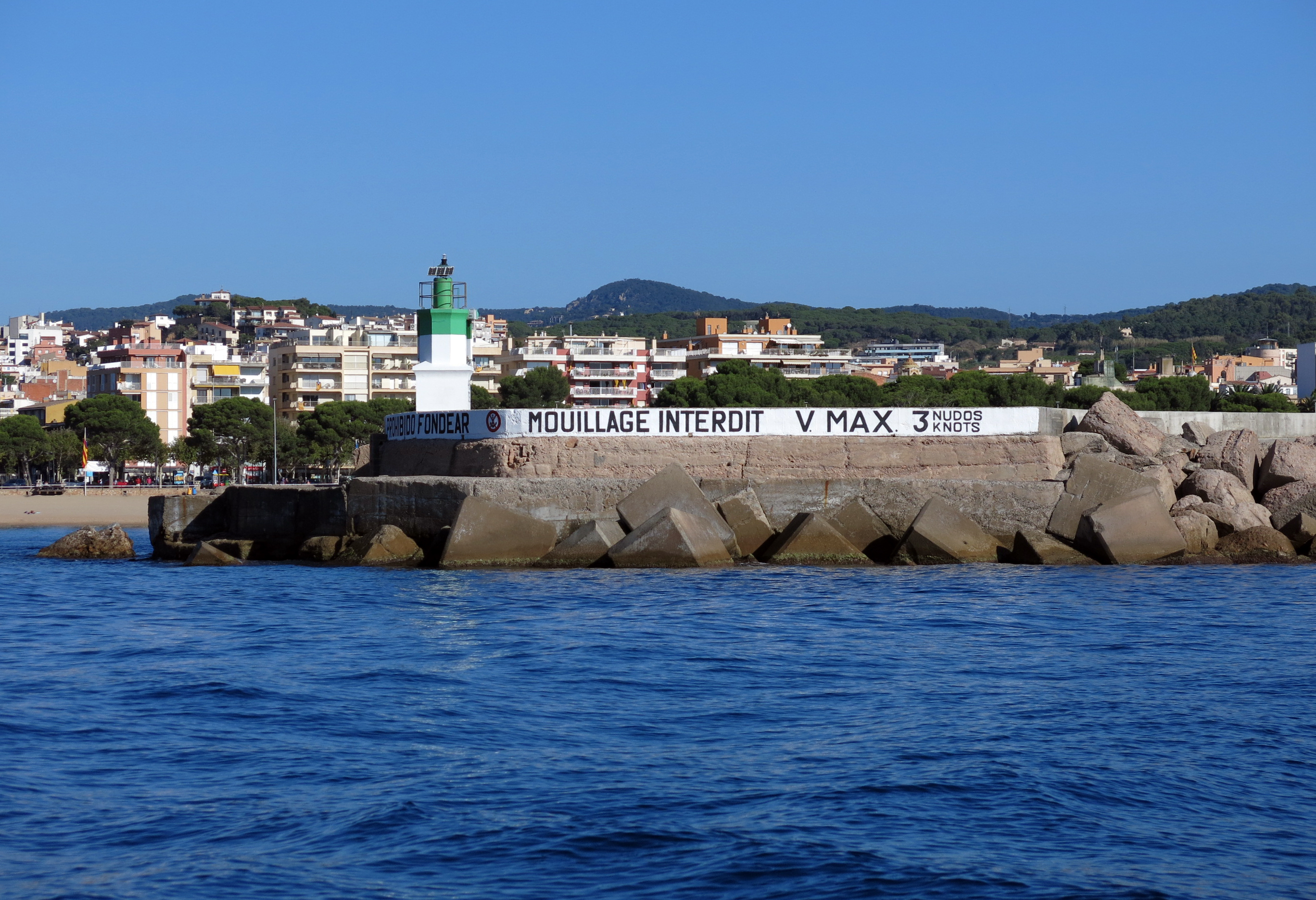
Far al dic de recer

El port de Sant Feliu de Guíxols és un port públic, pesquer, comercial i esportiu, gestionat per Ports de la Generalitat, situat a la badia de Sant Feliu, davant de la població de Sant Feliu de Guíxols (Baix Empordà). Es compon d'un dic i 7 molls, amb 1.202 metres lineals de molls i un calat de bocana de 13 metres. Inclou una dàrsena pesquera, amb 17 embarcacions, i una dàrsena esportiva, amb 847 amarradors. Al contradic, de 117 ml, poden amarrar creuers turístics de gran eslora. El dic de recer, o escullera, té una longitud de 510 m i al seu extrem hi ha un far.

## Dàrsena pesquera

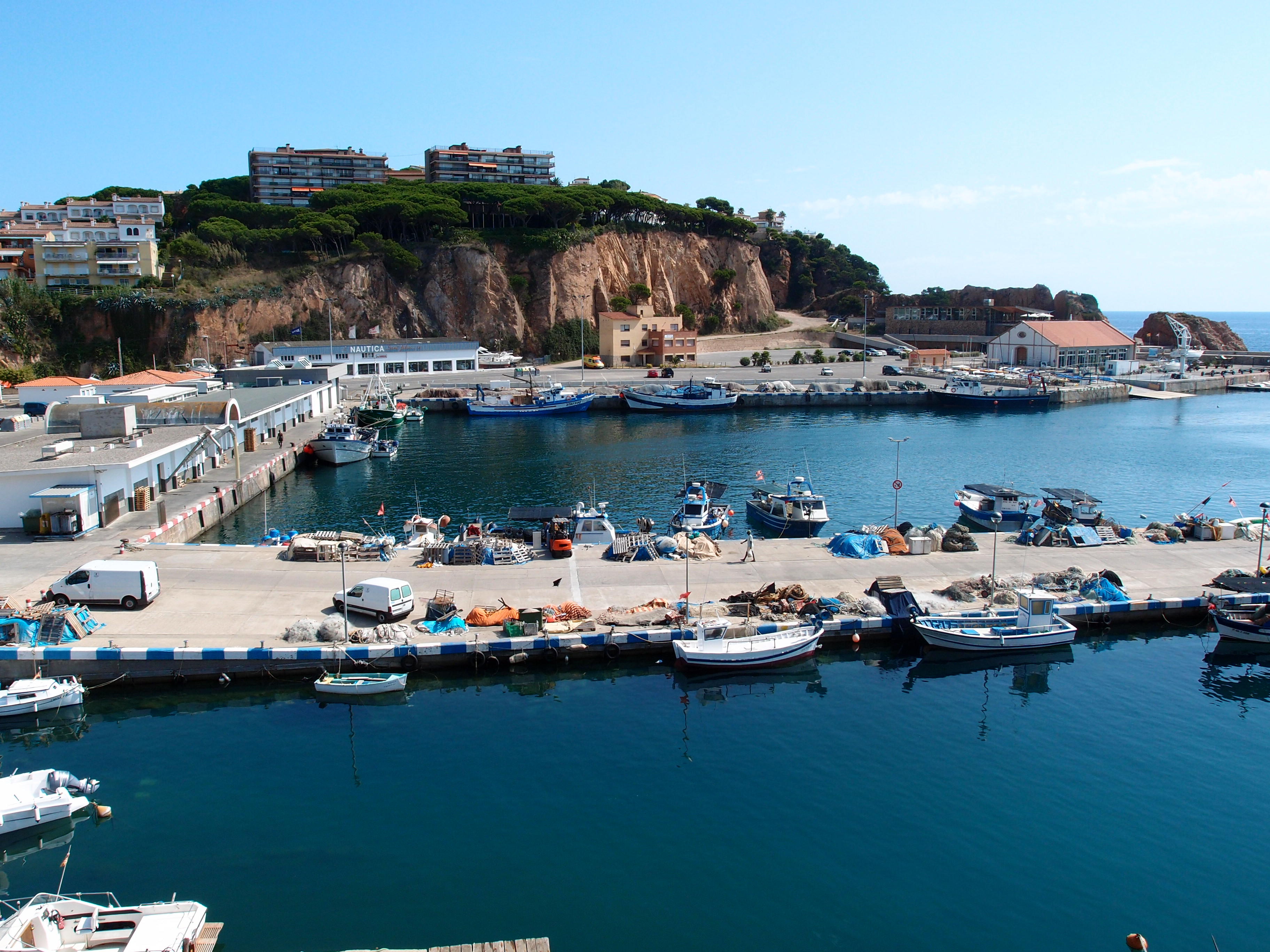
Dàrsena pesquera, amb la llotja a l'esquerra

La dàrsena pesquera ocupa la zona nord del port. La Confraria de Pescadors de Sant Feliu de Guíxols hi disposa d'un magatzem de peix, d'una llotja, de casetes per a la indústria de pesca i d'assecadors de xarxes. Té un total de disset embarcacions: 9 de tresmall, 3 sonseres, 1 de palangre de superfície, 1 de palangre de fons i 4 d'encerclament. Atraquen al moll Varador, de 124 ml, el moll Est, de 99 ml, el moll de Ribera, de 97 ml, i l'antic moll Comercial, de 129 ml.

### Llotja dels Pescadors
La Confraria de Pescadors de Sant Feliu de Guíxols té dues subhastes de matí de dilluns a divendres. La primera comença a les 7:30h per a les embarcacions d'encerclament i les sonseres. A partir de les 12h comença la segona subhasta per a les embarcacions d'arts menors. La flota pesquera de Sant Feliu de Guíxols ven a la llotja del municipi, tot i que puntualment també van a vendre a les de Blanes o Palamós.

## Dàrsena esportiva

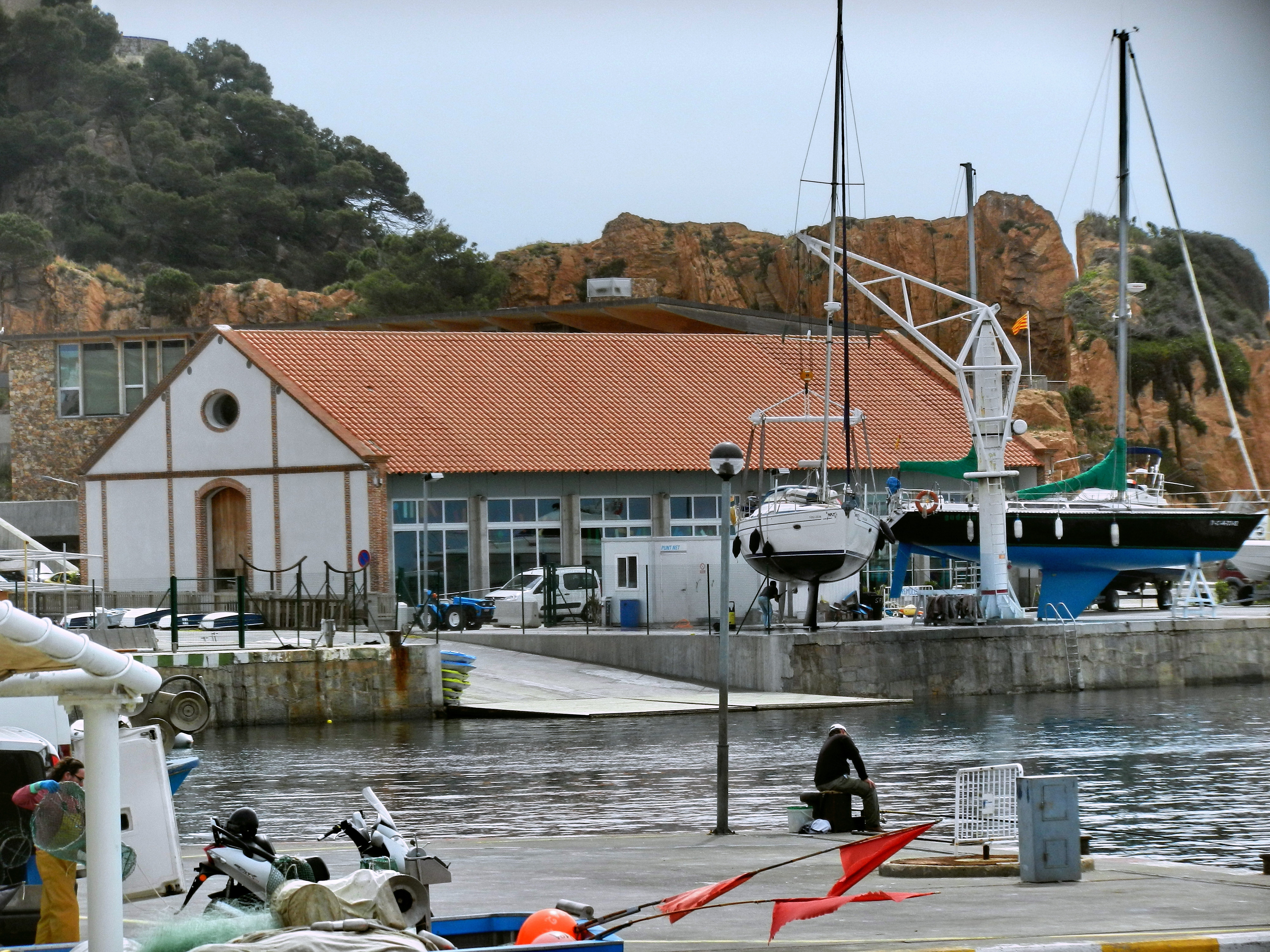
Edifici del Club Nàutic

La dàrsena esportiva està gestionada pel Club Nàutic Sant Feliu de Guíxols, que es troba a l'entrada del dic d'abric i que disposa de bar, restaurant i edifici social. Gestiona 425 amarradors, 12 dels quals són aptes per a grans eslores. Té una Escola de Vela Lleugera, especialitzada en embarcacions de les classes 420 i Optimist, que també compta amb equip de regata propi. També té un circuit de regates de creuers, la primera Escola de Pesca de Catalunya i organitza concursos de pesca amb embarcació fondejada i d’altura.

## Història
L'activitat comercial marítima guixolenca es remunta a l'existència d'un poblat ibèric damunt del promontori dels Guíxols, cap el segle IV aC. Aquest promontori divideix la badia de Guíxols en dos i deixa, a banda i banda, dos magnífics ports naturals: la platja de Sant Feliu, a ponent, i la platja de Calassanç, a llevant. A la primera meitat del segle x, a l'entorn de l'actual riera del Monestir de Sant Feliu es va fundar el monestir benedictí i, al costat, hi va créixer un petit nucli de cases. Així va començar a formar-se la vila medieval de Sant Feliu de Guíxols. La mar, aleshores pràcticament l'única via de comunicació, predisposà els guixolencs a les activitats marítimes de la pesca i el comerç. La vila participà, l'any 1229, en la conquesta de Mallorca, que encara estava sota el domini musulmà. A partir d'aquest moment, les relacions econòmiques entre Mallorca i Sant Feliu foren freqüents i van durar gairebé fins al segle XVII. L'any 1258, l'abat del Monestir va concedir el dret de poder construir unes drassanes a la platja, on es construïren naus, llenys, llaguts, tarides i galeres. Als mariners de Sant Feliu se'ls coneixia pel nom de nauxers, els quals van recórrer tota la Mediterrània i alguns fins i tot arribaren a Anglaterra, Escòcia i Escandinàvia. La importància del comerç marítim guixolenc va fer que Sant Feliu posseís una llotja de mar al mateix temps que Barcelona, Girona, Perpinyà i Tortosa. A més, l'any 1443 es va concedir a la vila un privilegi reial per a crear, com s'havia fet a Barcelona, un consolat de mar; una institució jurídica especial per als afers marítims i comercials.

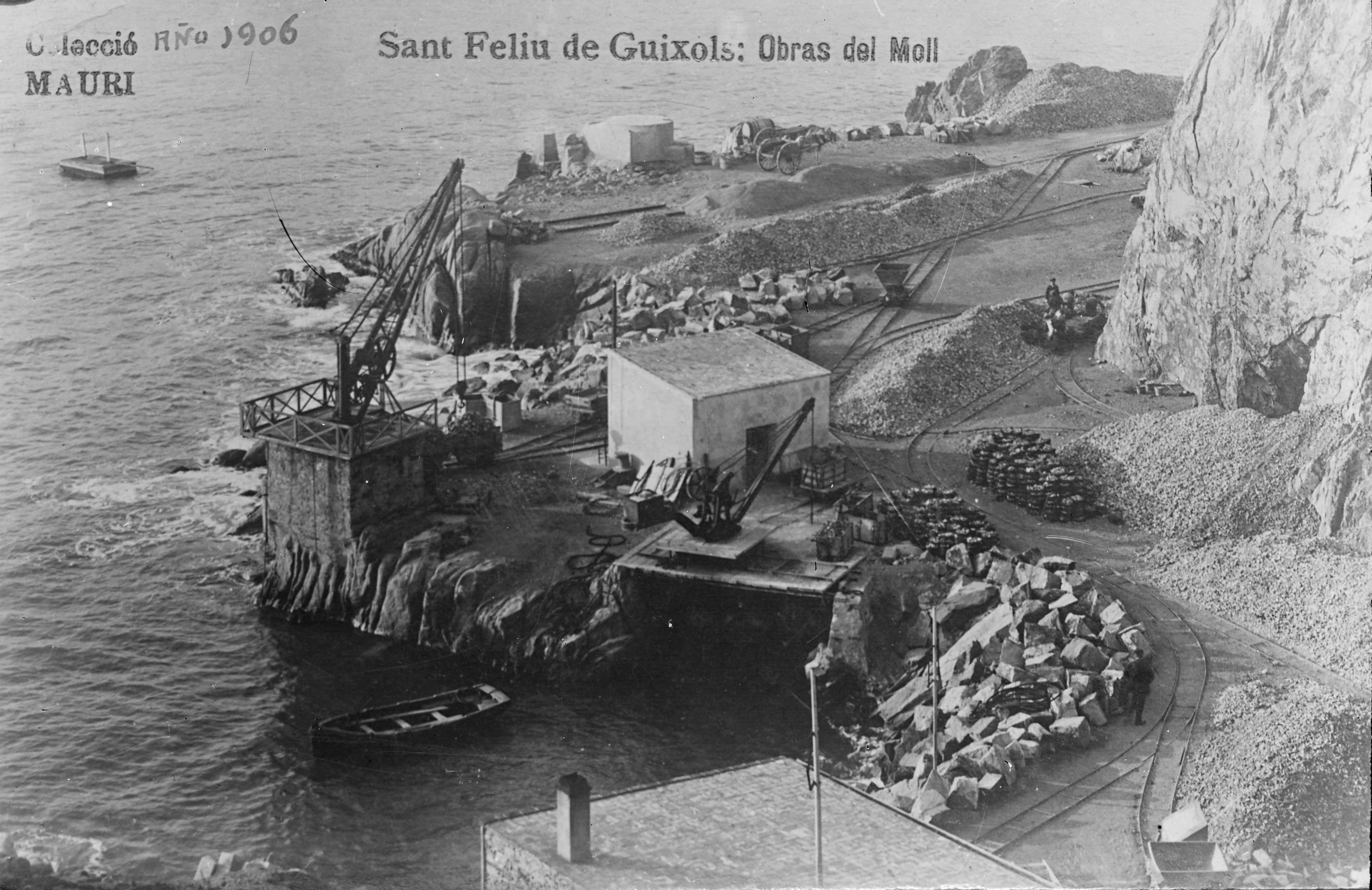
Construcció del moll, el 1906

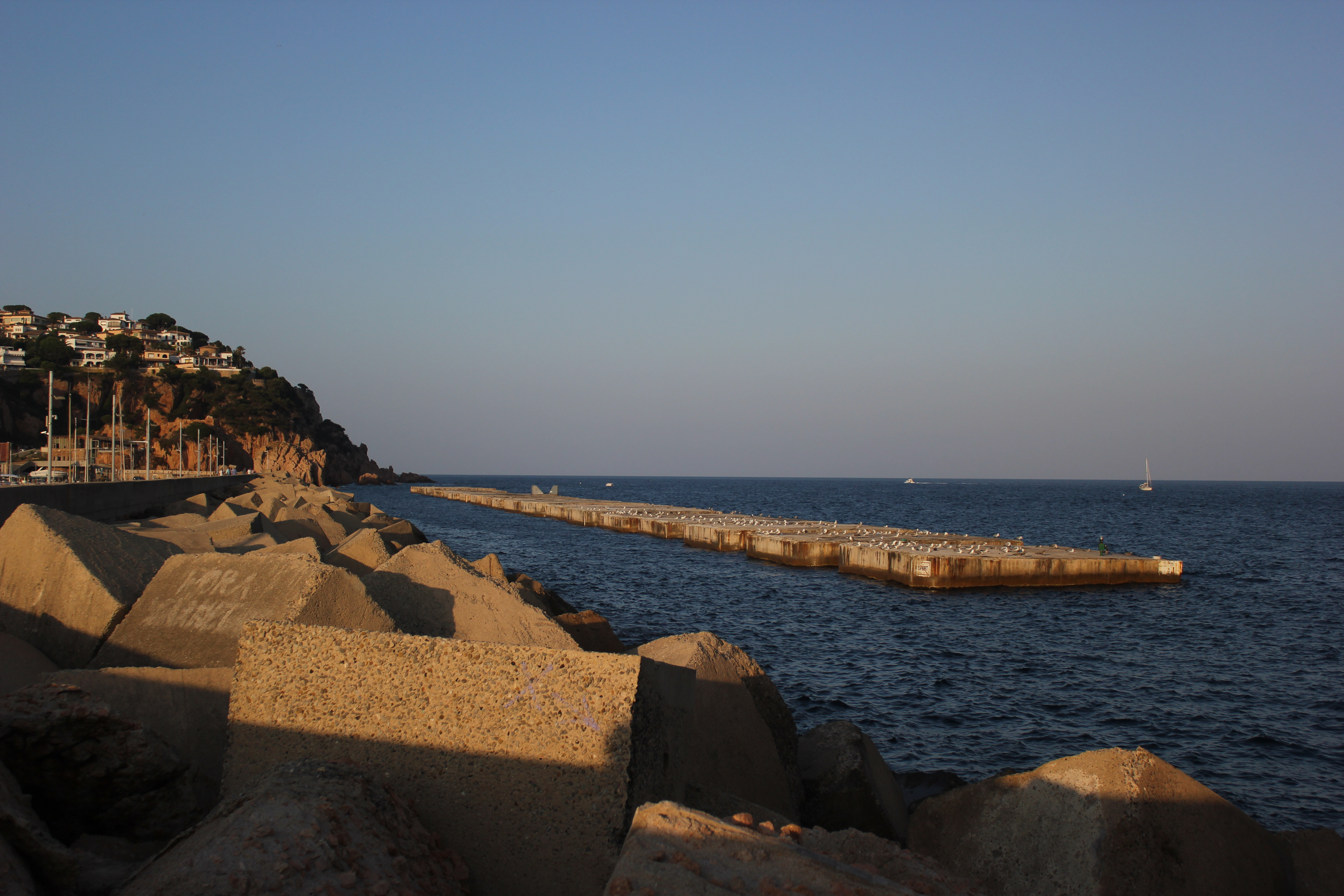
Dic de recer a l'esquerra i dic ultrapassable a la dreta

Malgrat el diversos intents de construir un moll, ja des del segle xv, no va ser fins a l'any 1902 que s'aconseguia el permís del Govern central, després de dos naufragis importants a la badia: el vapor espanyol Betis, l'any 1877, i el del bergantí goleta anglès Margaret Hain, el 1889. Finalment, el 1904 començaren les obres que van culminar en la construcció de l'escullera i un nou port. Aleshores s'hi va construir un dic de recer i els molls de l'est i del nord. Projectes posteriors s'han encarregat de reparar el dic de recer, molt castigat pels temporals, i d'ampliar l'oferta de serveis del port. Davant del dic s'hi va construir un dic ultrapassable, que proporciona una protecció addicional, i el 2016 es va reforçar l'escullera amb amb la instal·lació de 436 grans blocs de formigó a l'extrem de Llevant.